# Faklówka
Faklówka (słow. Fakľovka, 934 m) – szczyt Małych Pienin położony w ich słowackiej części. Znajduje się w grzbiecie, który od położonej na polsko-słowackiej granicy Wierchliczki (964 m) poprzez Faklówkę i Wielką Górę (801 m) opada do Kotliny Lubowelskiej. Wschodnie stoki Faklówki opadają do doliny potoku Riečka (dopływ Kamienki), zachodnie do doliny potoku Wielki Lipnik, który w polskim piśmiennictwie nazywany jest też Litmanowskim Potokiem.
Stoki Faklówki są w dużym stopniu porośnięte lasem, ale wierzchołek, oraz znaczna część stoków wschodnich to trawiaste tereny, na których znajdują się trasy zjazdowe i trzy orczykowe wyciągi narciarskie należące do słowackiej miejscowości Litmanowa. Znane są one również polskim narciarzom. Z terenów tych rozciągają się szerokie widoki, między innymi na polanę Zvir z Sanktuarium Matki Boskiej Litmanowskiej.
Na wschodnich stokach Faklówki, tuż nad Litmanową znajdują się Litmanowskie Skałki.

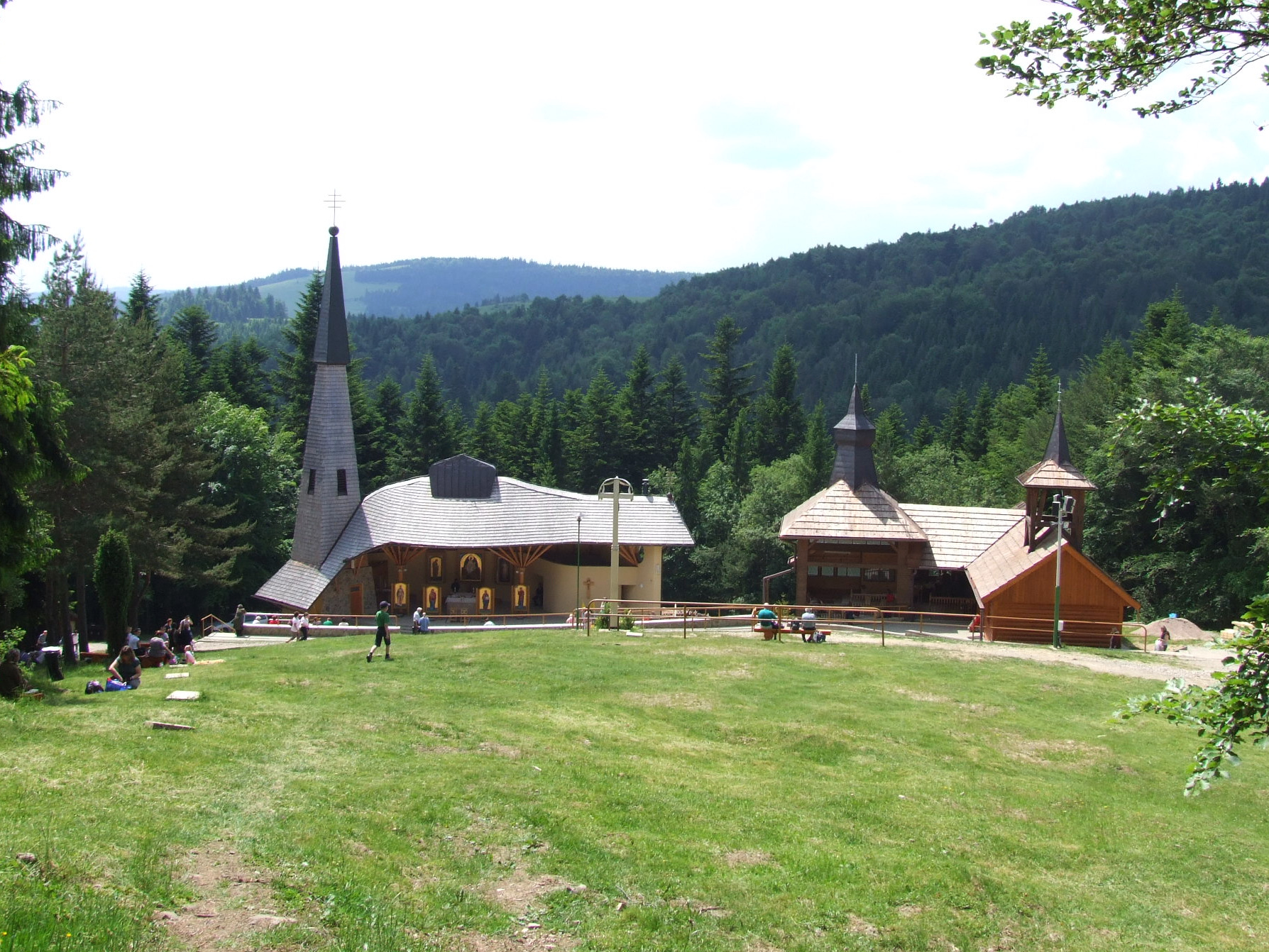
Widok na Faklówkę z polany Zvir